# Mariä Geburt (Pettenhofen)

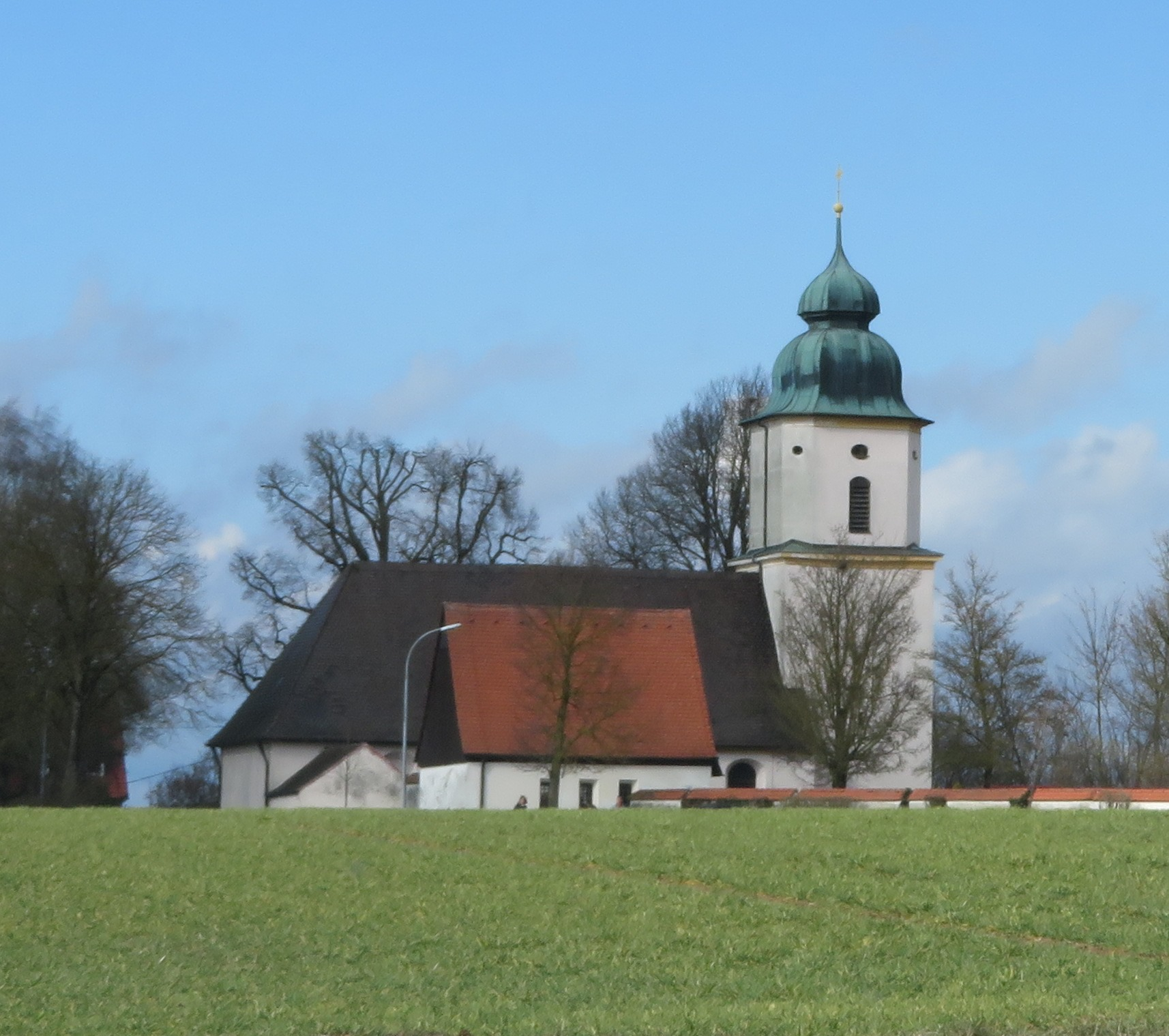
Blick zur Kirche

Mariä Geburt ist eine Wallfahrtskirche und die Pfarrkirche von Pettenhofen. Sie steht auf dem höchsten Punkt Ingolstadts, möglicherweise an einer Stelle, an der sich einst eine römische Vedette befand. 

## Geschichte
Otto von Eichstätt weihte in den Jahren 1182 bis 1196 mehrere Kirchen in seinem Bistum, darunter auch eine Kirche in Pettenhofen. Laut dem Pontifikale Gundekarianum war die Weihe des Gotteshauses in Pettenhofen die 37. Weihe, die Otto von Eichstätt vornahm; das genaue Datum ist nicht bekannt. Ein weiteres frühes Zeugnis für die Existenz einer Kirche in Pettenhofen ist die Bestätigung der Wallfahrt durch Papst Clemens IV. am 20. April 1350 in Avignon. 
Die Pettenhofener Kirche brannte wahrscheinlich während des Dreißigjährigen Krieges aus. Sie wurde in den Jahren 1694 bis 1714 um rund zehn Meter verlängert und umgestaltet.
Die Bausubstanz geht zum Teil auf sehr viel frühere Zeiten zurück. Eventuell stammen die Quadersteine und Ziegel zum Teil aus römischer Zeit; der Unterbau des Turmes wurde im Mittelalter errichtet. Er hat einen quadratischen Grundriss. Bis 1731 besaß der Turm eine hohe, viereckige Spitze. Dominikus Barbieri aus Eichstätt entwarf den oktogonalen Aufsatz mit den Schalllöchern und der doppelten Zwiebelhaube, der nach Abtragung der alten Turmspitze aufgesetzt wurde.

## Glocken
Im Kirchturm hängt ein dreistimmiges Glockengeläut aus Bronze. Die Glocken wurden zwar während des Zweiten Weltkriegs beschlagnahmt, konnten nach Kriegsende aber unbeschädigt wieder zurückgeholt werden.
| Glocke | Name           | Gießer                           | Gussjahr | Durchmesser | Gewicht | Schlagton |
| ------ | -------------- | -------------------------------- | -------- | ----------- | ------- | --------- |
| 1      | Marienglocke   | Georg Bachmair, Ingolstadt       | 1899     | 1147 mm     | 778 kg  | e′        |
| 2      | Christusglocke | Johann Christoph Taller, München | 1725     | 1004 mm     | 624 kg  | gis′      |
| 3      | Antoniusglocke | Karl Hamm, Regensburg            | 1930     | 0815 mm     | 296 kg  | h′        |

## Inneres
Die barocke Gestaltung des Innenraums wurde im 18. Jahrhundert vorgenommen. Den spätbarocken Hochaltar aus dem Jahr 1778 entwarf wahrscheinlich Franz Breitenauer. Er enthält eine spätgotische Madonnenfigur, das Gnadenbild von Pettenhofen, das um 1520 geschaffen, aber später verändert wurde: Kronen und Zepter aus teilweise vergoldetem Silberblech stammen aus dem 17. oder 18. Jahrhundert. Die Madonna wurde bis in die Mitte des 19. Jahrhunderts mit Brokatkleidern ausstaffiert und mit Opfertalern behängt. Sie wird von zwei Figuren aus der Entstehungszeit des Altares flankiert, die auf Konsolen stehen und den heiligen Joachim sowie die heilige Anna darstellen. 
Die Seitenaltäre stammen wie die Kanzel aus der Mitte des 17. Jahrhunderts. Der linke Seitenaltar ist dem heiligen Antonius von Padua gewidmet, der rechte der Heiligen Familie.
Der fürstbischöfliche Hofmaler Johann Michael Franz schuf die Deckengemälde im Langhaus im Jahr 1778. Sie stellen die Aufnahme Mariens in den Himmel und die Begrüßung Mariens durch die heilige Elisabeth dar. 

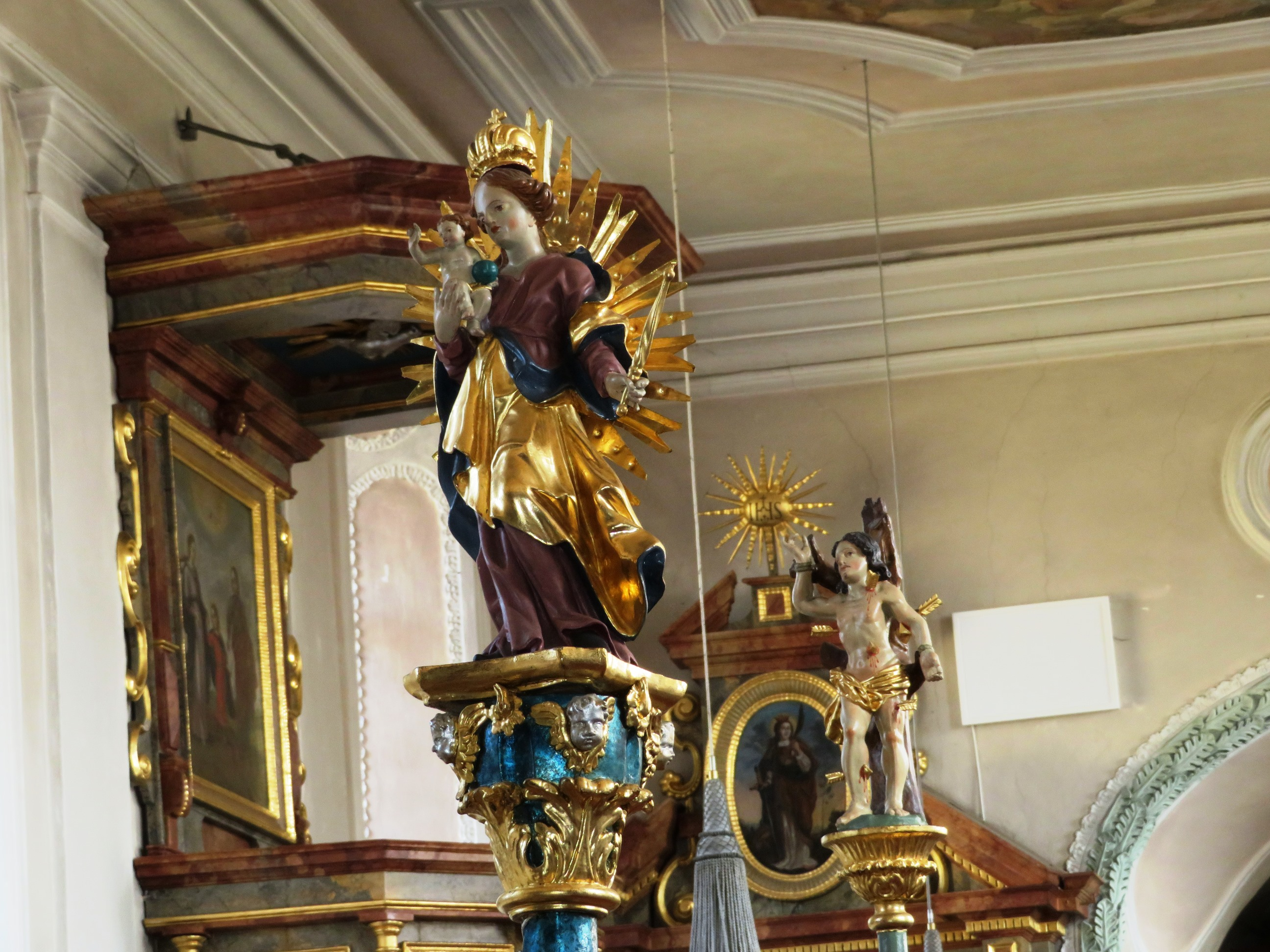
Vortragefiguren

Am Mittelgang sind acht Tragstangen aufgereiht, die von Pettenhofener Familien gestiftet wurden. Die Stifterfamilien haben das Recht, diese Tragstangen bei Prozessionen selbst mitzutragen bzw. tragen zu lassen. Die Figuren auf den Tragstangen stellen den heiligen Sebastian dar, den heiligen Florian als römischen Legionär, eine Madonna mit Kind, die büßende Maria Magdalena mit Totenkopf und Kreuz, eine Madonna im Strahlenkranz, die heilige Barbara mit Kelch, den Erzengel Michael und die Heilige Familie. Nur die Figur des Erzengels Michael stammt aus jüngerer Zeit (1981), die übrigen Statuetten wurden im 17. und 18. Jahrhundert geschaffen. 
Seit dem Jahr 2000 besitzt die Kirche einen neuen Volksaltar, der wie der Ambo von Raphael Graf geschaffen wurde. In der Vorderseite des Altarfußes befindet sich eine Kapsel, die Reliquien der heiligen Maria Goretti und des Märtyrers St. Bonifatius enthält. Der Volksaltar wurde am 6. Mai 2000 von Bischof Walter Mixa eingeweiht.